# Délit mineur (album)
Pour l’article homonyme, voir Délit mineur.
Albums de Amel Bent
Où je vais
(2009) Instinct
(2014)
Singles
Délit mineur est le 4e album studio d'Amel Bent, sorti le 28 novembre 2011. 
Le premier single est Je reste sorti en octobre 2012 dans le clip l'acteur Karl E apparaît en tant que petit-ami de la chanteuse. Le second single est Délit sorti en mars 2012 le clip a été tourné à New York.

## Liste des pistes
1. Délit
2. Toi
3. Je reste
4. À quoi tu penses
5. Les Chansons tristes
6. Si j'en crois
7. Il marche
8. C'est arrivé aujourd'hui
9. Tu fermes les yeux (featuring Mélissa Moon)
10. Je me l'interdis
11. Je dois savoir
12. Mineure